# Ságvári városrész (Dunaújváros)
Ságvári városrész (Dunaújváros) Dunaújváros egyik városrésze. A következő utcákat foglalja magába vagy érinti a Ságvári városrész: Dózsa György út, Semmelweis utca, Ságvári városrész, Munkácsy utca, Vörösmarty utca, Bercsényi utca, Dózsa György út, Kertváros, Dózsa György út, Dunaújváros vasútállomás.
Dunaújvárosban a Dózsa György út két városrészt határol. Arra fele a házak az 1950-es években és az 1960-as évek közepén épültek. Dunaújváros már 1978-tól csatlakozott a crosshálózatba, ezáltal Budapest közvetlen tárcsázással hívhatóvá vált. A Kék Duna Áruház és a Dunaker épült fel legkorábban az üzletek közül. 1400 négyzetméteres.  
A Károlyi Mihály utcának épületei panelházakból állnak.
Cyranski Mária mellszobra díszítette a gimnázium főbejárata melletti területet. A Mező Imre Iskolát átnevezték. 1958-ban ötvenezer fős tömeg gyűlt össze Hruscsov városlátogatásának alkalmával. Sok vendég megfordult a városban, mint Nâzım Hikmet költő, Roger Vailland, Joliot-Curie atomtudós, aki Nobel-díjat is kapott eredményeiért.
Az indonéz államelnök Sukarno is kíváncsi volt a településre és Jacques Duclos politikus, Tito jugoszláv államfő, Reza Pahlavi iráni császár, Jurij Gagarin űrhajós is.
A hőközpontot a Dózsa György út és a Szórád Márton út kereszteződésénél emelték fel. A hőközpont mögött működtették a Miskolci Nehézipari Műszaki Egyetem főiskolai karának a központját.
A Ságvári városrész üzletekkel teli utcája a Munkácsy Mihály utca, a Kohász Étteremmel és a drinkbárral. A Ságvári Endre Iskolának harminckét tantermét, két tornatermét alakították ki.
A Ságvári iskola közelében található a Bánki Donát Szakközépiskola.